# 科甚金家族
科甚金家族（俄语：Кошкины）是俄罗斯歷史上的一个贵族，他們是罗曼诺夫王朝王室的祖先，也是费奥多尔·安德烈耶维奇·科什卡的第五个儿子安德鲁·伊万诺维奇·科比拉的后裔。《天鹅绒书》中有提到這個家族。